# 国際賞
国際賞（こくさいしょう、伊：Premio Internazionale, 英：International Award） は、ヴェネツィア国際映画祭の賞の一つ。現在の銀獅子賞に相当する賞として、1946年から1952年までの7年間授与されていた。
1946年は最高賞である国際批評家賞の特別賞として授与された。また、1947年から1949年までの3年間存在した監督賞も国際賞の一環として授与されており、本項ではその受賞者も記載する。脚本賞と撮影賞も同賞の一環として授与されていたが、その受賞者は金オゼッラ賞を参照。1953年からは同賞に代わって銀獅子賞が新設された。

## 受賞作品
| 開催年 | 受賞作                                       | 監督                         | 国             |
| ------ | -------------------------------------------- | ---------------------------- | -------------- |
| 1947年 | Dreams That Money Can Buy                    | ハンス・リヒター             | アメリカ合衆国 |
| 1947年 | 真珠 La perla                                | エミリオ・フェルナンデス     | メキシコ       |
| 1948年 | ルイジアナ物語 Louisiana Story               | ロバート・J・フラハティ      | アメリカ合衆国 |
| 1948年 | 逃亡者 The Fugitive                          | ジョン・フォード             | アメリカ合衆国 |
| 1948年 | 揺れる大地 La terra trema: episodio del mare | ルキノ・ヴィスコンティ       | イタリア       |
| 1949年 | The Quiet One                                | シドニー・メイヤーズ         | アメリカ合衆国 |
| 1949年 | ベルリン物語 Berliner Ballade                | ロベルト・Ａ・シュテルメ     | 西ドイツ       |
| 1949年 | 蛇の穴 The Snake Pit                         | アナトール・リトヴァク       | アメリカ合衆国 |
| 1950年 | Dieu a besoin des hommes                     | ジャン・ドラノワ             | フランス       |
| 1950年 | プリマ Prima comunione                       | アレッサンドロ・ブラゼッティ | イタリア       |
| 1950年 | 暗黒の恐怖 Panic in the Streets              | エリア・カザン               | アメリカ合衆国 |
| 1951年 | 田舎司祭の日記 Journal d'un curé de campagne | ロベール・ブレッソン         | フランス       |
| 1951年 | 河 The River                                 | ジャン・ルノワール           | インド         |
| 1951年 | 地獄の英雄 Ace in the Hole                   | ビリー・ワイルダー           | アメリカ合衆国 |
| 1952年 | 西鶴一代女                                   | 溝口健二                     | 日本           |
| 1952年 | ヨーロッパ一九五一年 Europa '51              | ロベルト・ロッセリーニ       | イタリア       |
| 1952年 | 静かなる男 The Quiet Man                     | ジョン・フォード             | アメリカ合衆国 |

### 監督賞
| 開催年 | 受賞者                           | 作品                          | 国       |
| ------ | -------------------------------- | ----------------------------- | -------- |
| 1947年 | アンリ＝ジョルジュ・クルーゾー   | 犯罪河岸 Quai des Orfèvres    | フランス |
| 1948年 | ゲオルク・ヴィルヘルム・パブスト | Der Prozeß                    | 西ドイツ |
| 1949年 | アウグスト・ジェニーナ           | 沼の上の空 Cielo sulla palude | イタリア |